# اسید پنگامیک
اسید پنگامیک (به انگلیسی: Pangamic acid) با فرمول شیمیایی C۱۰H۱۹NO۸ یک ترکیب شیمیایی است. که جرم مولی آن ۲۸۱٫۲۶ g/mol می‌باشد. 